# Cape Blanco Lighthouse
Cape Blanco Lighthouse ist ein Leuchtturm am Cape Blanco im US-Bundesstaat Oregon. Er ist der älteste noch existierende Leuchtturm des Bundesstaates.

## Lage
Cape Blanco ist der westlichste Punkt des Bundesstaates Oregon und neben Cape Alava im Bundesstaat Washington einer der westlichsten Punkte der Continental United States, also abgesehen von Alaska und Hawaii. 
Das im Curry County 15 Kilometer nördlich von Port Orford gelegene Kap tritt zwischen den Mündungen von Sixes River und Elk River etwa 2 Kilometer hervor, südwestlich befinden sich das Orford Reef mit dem Best Rock und dem Arch Rock und nördlich hiervon das Blanco Reef.
Der Leuchtturm steht auf einem rund 57 Meter hohen Kap.

## Baugeschichte
Insbesondere Orford Reef und Blanco Reef, aber auch Cape Blanco selbst, stellten in der Mitte des 19. Jahrhunderts ernst zu nehmende Hindernisse der küstennahen Seefahrt im südlichen Oregon dar, weshalb in der Mitte der sechziger Jahre dieses Jahrhunderts beschlossen wurde, auf Cape Blanco einen Leuchtturm zu errichten. Im Jahr 1867 verkaufte der Farmer John D. West den Vereinigten Staaten das zur Errichtung des Leuchtturms notwendige Land. In den nächsten zwei Jahren erfolgte die Rodung des rund 19 Hektar großen Geländes. Die Unzugänglichkeit über Land erforderte die Landung allen Baumaterials von See her. Die zum Bau des Fundaments, des Turmes und der Nebengebäude notwendigen Ziegel wurden vor Ort hergestellt, das übrige Baumaterial und die zum Betrieb des Leuchtturms notwendigen Einrichtungen wurden mittels Schiffstransport im Mai und Juni 1870 angeliefert. Im Mai ging hierbei aufgrund der Strandung des Schiffes ein Teil der Ladung verloren. Der Bau entstand unter der Aufsicht von Oberstleutnant Robert Stockton Williamson. 
Am 20. Dezember 1870 nahm der Leuchtturm am Cape Blanco seinen Betrieb auf.

## Gebäude
Der ursprüngliche Bau hat sich bis heute erhalten, allerdings wurden die im Sommer und Herbst 1870 errichteten Nebengebäude wie  Wärterhaus, Öltank und Wasserturm mittlerweile abgerissen. Der aus Ziegeln auf einem Ziegelfundament errichtete, sich nach oben verjüngende, geweißte Turm ist rund 18 Meter (59 Fuß) hoch. Die Laterne und das Dach sind grün.
Die ursprünglich eingebaute Fresnel-Linse erster Ordnung wurde 1936 zum Tongue Point am Columbia River nahe Astoria verbracht, dafür wurde eine schwächere Fresnel-Linse zweiter Ordnung eingebaut, deren 20 Sekunden andauernden Lichtblitze weißen Lichts etwa 23 Seemeilen (43 Kilometer) sichtbar sind. Der Leuchtturm wurde 1980 automatisiert.

## Zugang
Mit der Fertigstellung der Straßenanbindung im Jahr 1886 wurde der Leuchtturm zum Ausflugsziel. So sind für die Jahre 1896 bis 1916 mehr als 4.000 Besucher im Gästebuch verzeichnet. Nach Jahren der Sperrung wurde das Gelände am 1. April 1996 wieder für die Allgemeinheit geöffnet. Seitdem kann das Gebäude zwischen April und Oktober besucht werden, man erreicht es vom U.S. Highway 101 über den Cape Blanco Highway.